# Сборная Украины по теннису в Кубке Дэвиса
Сборная Украины в Кубке Дэвиса — национальная мужская сборная Украины по теннису, представляющая эту страну в престижнейшем мужском турнире национальных теннисных сборных — Кубке Дэвиса. Многократный участник плей-офф Кубка Дэвиса.

## История
Первое участие в Кубке Дэвиса, Украина приняла в 1993 году. В настоящее время играет в 1-й группе Зоны Европа/Африка. 4-е раза играла в плей-офф Мировой группы.

## Действующий состав (2016)
- Сергей Стаховский
- Илья Марченко
- Артём Смирнов
- Данил Калиниченко